# Микротек
Базовый центр критических технологий «Микротек» (укр. БЦКТ «Мікротек») — научно-производственное предприятие военно-промышленного комплекса Украины.
Единственное предприятие Украины, способное разрабатывать и производить системы активной и динамической защиты для бронетанковой техники.

## История
Государственное предприятие "Базовый центр критических технологий «Микротек» (ГП БЦКТ «Микротек») было создано при научно-исследовательском институте «Орион» в октябре 1994 года в соответствии с решением Государственной службы Украины по вопросам специальной информации и критических технологий при Кабинете министров Украины.
Основным направлением деятельности предприятия являлась разработка и совершенствование систем активной и динамической защиты для бронетанковой техники.
В июле 2003 года ГП БЦКТ «Микротек» впервые представил комплекс встроенной динамической защиты танка с модулями «Нож», который после завершения испытаний был принят на вооружение вооружённых сил Украины.
Разработанный ГП БЦКТ «Микротек» в середине 2000-х годов комплект дополнительной баллистической броневой защиты «Акустик» устанавливали на бронетранспортёры для вооружённых сил Ирака, проходившие модернизацию до уровня БТР-80УП на Николаевском ремонтно-механическом заводе.
Весной 2006 года стало известно, что ГП БЦКТ «Микротек» освоил производство тренажёров на динамических платформах.
В дальнейшем, стало известно, что ГП БЦКТ «Микротек», НПП «Метекол» и ГП «СКТБ ИПП НАНУ» были разработаны тренажёр МХТБК для обучения вождению механиков-водителей танка Т-72 (созданный на базе динамической платформы «ПДМ-02-МВ») и комплексный тренажёр ТБО-72 боевого отделения танка Т-72С (созданный на базе динамической платформы «ПДМ-01-БОУ»).
По состоянию на 2008 год, предприятие имело возможность производить следующую продукцию:
- динамические тренажёры вождения наземных транспортных средств[1]
- комплекс активной защиты «Заслон»[1]
- комплекс встроенной динамической защиты танка с модулями «Нож»[1]

23 июля 2009 года, после завершения испытаний, на вооружение вооружённых сил Украины был принят разработанный ГП БЦКТ «Микротек» комплект динамической защиты "Дуплет",для основного боевого танка БМ «Оплот».
4 декабря 2009 года, после завершения испытаний, на вооружение вооружённых сил Украины был официально принят разработанный ГП БЦКТ «Микротек» комплекс активной защиты «Заслон».
31 мая 2010 года Кабинет министров Украины передал ГП БЦКТ «Микротек» в ведение Государственного комитета по вопросам научно-технического и инновационного развития.
21 октября 2011 предприятие приостановило производство до весны 2012 года.
По состоянию на 2012 год, ГП БЦКТ «Микротек» осуществлял поставки продукции на экспорт в несколько стран мира: в Эфиопию (несколько десятков комплектов ДЗ «Нож»), Судан и Таиланд (комплекты динамической защиты для заказанных Таиландом танков «Оплот»).
После начала боевых действий на востоке Украины весной 2014 года, предприятие было привлечено к выполнению военного заказа. В марте 2014 года министерство обороны Украины заказало у ГП БЦКТ «Микротек» дополнительное количество комплектов динамической и активной защиты для танков украинской армии, однако государственный военный заказ на изготовление ДЗ «Нож» был утверждён Кабинетом министров Украины только 7 июля 2014, а выделенные из бюджета денежные средства не поступили ГП БЦКТ «Микротек» до осени 2014 года (что осложнило деятельность предприятия и замедлило поставки в войска заказанных комплектов динамической защиты). В результате, по официальным данным министерства обороны Украины, до конца 2014 года в войска поступило 29 комплектов динамической защиты «Нож».
К началу 2015 года ГП БЦКТ «Микротек» имел возможность выпускать следующую продукцию:
- два варианта комплекса встроенной динамической защиты танка с модулями «Нож» (первый вариант использует элементы ХСЧКВ-34П, которые соответствуют по габаритам для установки на место элементов «Контакт-1» и может использоваться для оснащения танков Т-64БВ1, Т-64БВ1М, Т-72АГ и Т-72Б1; второй вариант разработан и устанавливается на танки Т-64БМ «Булат»)[5]
- комплект дополнительной баллистической броневой защиты «Акустик» для БТР-80УП и БТР-3Е[5]
- комплекс активной защиты «Заслон»[5]

Кроме того, предприятие завершило работы по созданию комплекса динамической защиты бронетехники «Нож-Л» (из элементов ХСЧКВ-34А и ХСЧКВ-19А) и продолжало работы по созданию комплекса активной защиты «Шершень»